# Zélia Duncan

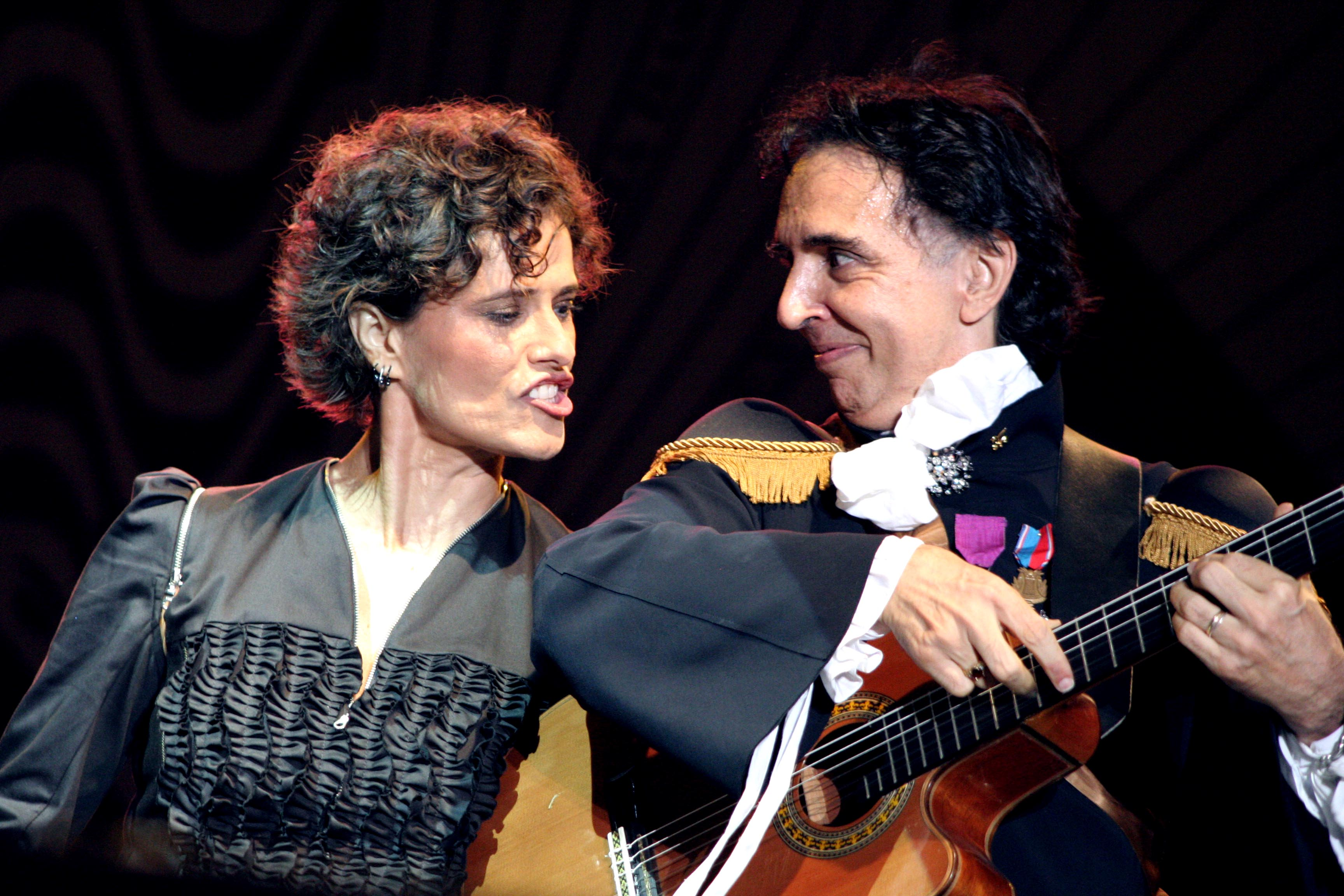
Zélia Duncan con Sérgio Dias en 2007.

Zélia Cristina Gonçalves Moreira, más conocida como Zélia Duncan (Niterói, Río de Janeiro, 28 de octubre de 1964), es una cantautora brasileña. 

## Biografía
Estudió arte dramático en Brasilia en la escuela de Dulcina de Moraes, una de las más notables actrices teatrales del Brasil. Allí comenzó su carrera de la mano del músico Oswaldo Montenegro, en la banda Oficina dos Menestréis, con el nombre Zélia Cristina. 
Comenzó su carrera profesional en 1981, adoptando el apellido de soltera de su madre, Duncan.
Ha desarrollado la mayor parte de su carrera en solitario pero en 2007 se unió como vocalista al grupo de rock psicodélico Os Mutantes en sustitución de Rita Lee del que salió ese mismo año para volver a actuar en solitario. En 2008 hizo un tour junto con su ídolo de juventud, la cantante Simone, con el título de Amigo É Casa. Dirige su propia discográfica independiente, Duncan Discos.

## Premios y reconocimientos
- 1994 - La revista americana Billboard incluyó Zélia Duncan en la lista de los diez mejores álbumes latinos de 1994[1] y ya para el segundo semestre de 1995 Zélia obtuvo el “Disco de Oro”, por la venta de las primeras 100 mil copias.
- 1996 - Premio APCA (Associação Paulista de Críticos de Artes), Mejor Cantante (disco y show Intimidade)[2]
- 2002 - Premios Grammy - Dos menciones Grammy Latino por su álbum Sortimento
- 2009 - Premios Grammy - Mención mejor álbum MPB  a Pelo Sabor do Gesto.

- Elegida por la revista Rollingstone entre las 100 mayores voces de la Música Brasilera, la publicación comentó sobre la cantante:[3]

A cantora nascida em Niterói representa um filão interessante na prateleira das vozes femininas que surgiram na década de 90. Dona de vocais graves com traços de rouquidão, passeia com flexibilidade em sonoridades diversas. Ela se sai bem no folk, pop e samba. O estilo discreto de seu vocal é um contraponto para interpretações desenvoltas nos palcos. Sempre fugindo do óbvio, Zélia faz incursões elegantes por repertórios alheios e já casou sua voz em inúmeras parcerias.
La cantante nacida en Niterói representa un filón interesante en la platea des voces femeninas que surgieron durante la década de los 90. Dueña de un registro grave con toques de ronquera, pasea con flexibilidad en sonoridades diversas. Ella sale bien en el folk, pop y samba. El estilo directo de su voz es un contrapunto para interpretaciones realizadas en los escenarios. Huyendo siempre de lo óbvio, Zélia hace incursiones elegantes por repertorios ajenos y ya unió su voz en innumerables colaboraciones.

## Discografía
- 1990 - Outra Luz - (Eldorado)
- 1994 - Zélia Duncan - (Warner Music))
- 1996 - Intimidade - (Warner Music)
- 1998 - Acesso - (Warner Music)
- 2001 - Sortimento - (Universal Music)
- 2002 - Sortimento Vivo - (Universal Music)
- 2004 - Eu me Transformo em Outras - (Universal Music)
- 2005 - Pré-Pós-Tudo-Bossa-Band - (Universal Music)
- 2006 - Os Mutantes - Live In Barbican Theatre (Con Os Mutantes) - (SonyBMG)
- 2008 - Amigo é casa (En directo con Simone) - (Biscoito Fino)
- 2009 - Pelo Sabor do Gesto (Universal Music)
- 2012 - Tudo Esclarecido (Warner Music)
- 2015 - Antes do Mundo acabar (Biscoito Fino)
- 2017 -  Invento + (Biscoito Fino)
- 2019 - Tudo é um (Biscoito Fino)